# Jaume Massó i Torrents
Jaume Massó i Torrents (Barcelona, 9 de novembre de 1863 - Barcelona, 11 de setembre de 1943) fou un editor, escriptor i erudit català, fundador i director de la revista catalanista L'Avenç.

## L'obra editorial

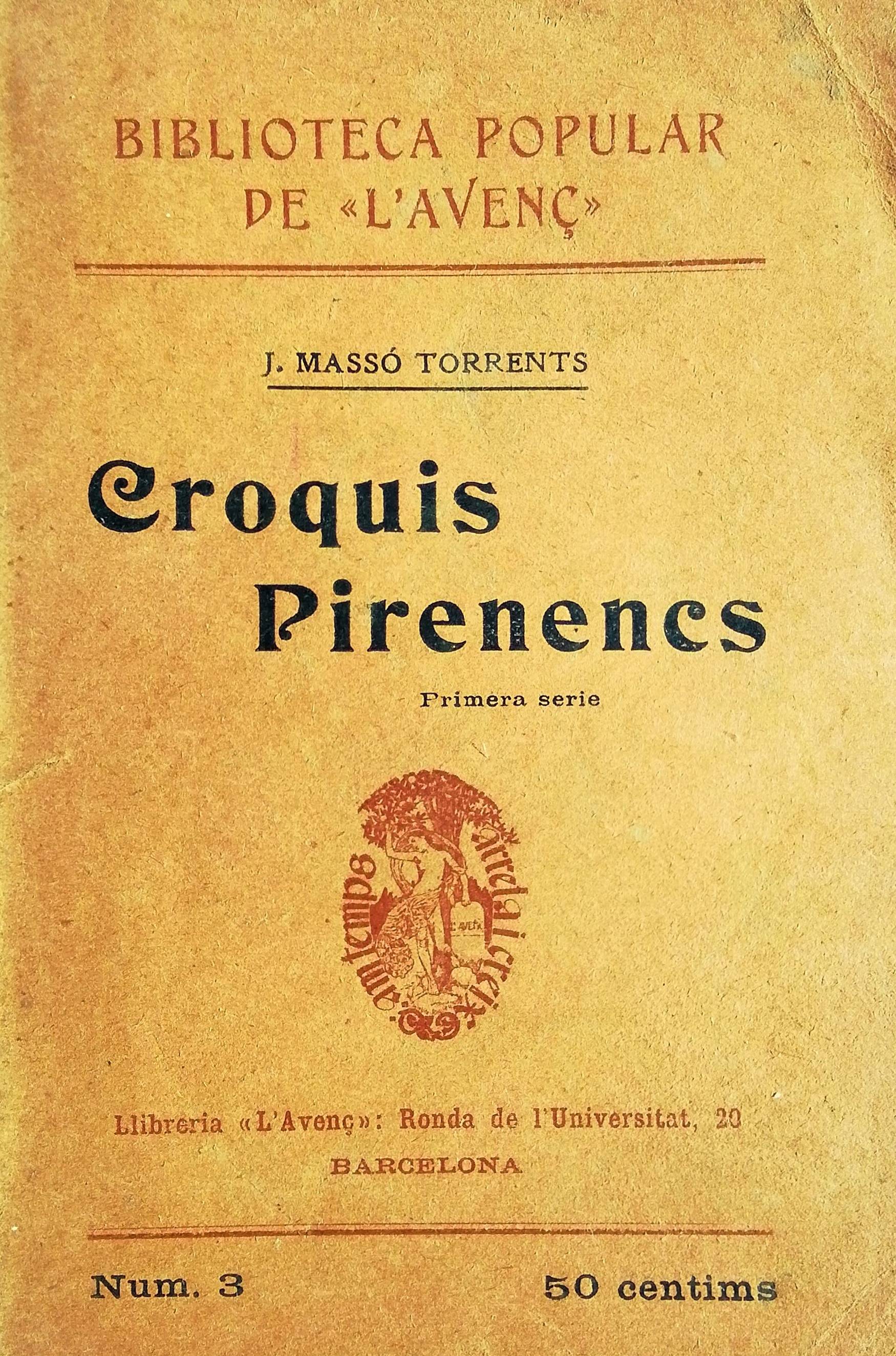
Croquis Pirinencs (primera sèrie) de Jaume Massó i Torrents publicat dins la Biblioteca Popular de L'Avenç l'any 1903

La revista L'Avenç tingué dues etapes: L'Avens (1881 -1884) i L'Avenç (1889-1893). Aquesta revista fou precursora del moviment modernista i introduí autors europeus com Baudelaire, Ibsen, Maeterlinck o Nietzsche. A través d'aquesta revista es canalitzà la renovació de la campanya de normalització lingüística impulsada per Pompeu Fabra i Joaquim Casas, que fou la base de les Normes ortogràfiques de l'Institut d’Estudis Catalans de 1913.
Massó, juntament amb Joaquim Casas i Carbó, l’any 1891 va crear la tipografia de L’Avenç, que fou un referent ideològic i cultural pel país. Edità obres com: el Butlletí de la Biblioteca de Catalunya, el Catàleg dels manuscrits de la Biblioteca de Catalunya, la traducció catalana d'El Decameron segons l'únic manuscrit conegut, les edicions gòtiques del Tirant i moltes altres obres d'autors com Mañé i Flaquer, Enric Morera, Ignasi Iglésias, Cels Gomis, Eduard Fontserè, J. A. Brutails, Frederic Mistral entre d'altres. D'aquesta empresa sorgiren revistes destinades al gran públic com Catalonia (1898, 1899-1900), col·leccions com la Biblioteca Popular de l'Avenç (1903-1915) o col·leccions erudites com la Biblioteca Hispánica (1900-1910). L'empresa tipogràfica de Massó i Casas, però, fou molt deficitària i afectà profundament l'economia de Massó i Torrens, fins al punt que l’any 1915 van haver de tancar. Els materials de l'empresa els adquirí la Diputació i van ser destinats a la impremta de la Casa de la Caritat.
Massó dedicà un gran esforç a promoure la recerca de la història i la literatura catalana i fou un dels grans impulsors dels estudis de la bibliografia catalana. Algunes de les seves obres més rellevants foren: Bibliografia dels antics poetes catalans (1914) i La Cançó provençal en la literatura catalana(1923).
Dirigí la Revista de Bibliografia Catalana (1901-07) i fou gran amic i col·lega de Foulché-Delbosch com demostra l’article que li dedicà en el volum d'homenatge publicat a la seva mort a la Revue Hispanique(LXXXI). Fou un gran investigador dels manuscrits catalans i elaborà catàlegs com: Manuscrits catalans de la Biblioteca Nacional de Madrid (1896), Manuscrits de la Biblioteca de l'Ateneu Barcelonès (1901) i el ja esmentat Catàleg dels manuscrits de la Biblioteca de Catalunya.
A més del seu treball d'investigació! Massó va realitzar algunes obres de creació literària.
Fou membre fundador de l'Institut d'Estudis Catalans, inspector de la Biblioteca de Catalunya (1907-1914) i professor de l'Escola de Bibliotecàries (1917-1939). La tasca duta a terme per Massó i Torrents durant els primers anys de creació de la Biblioteca de Catalunya fou essencial. El seu pensament queda reflectit en el text del discurs de l'acte inaugural de la Biblioteca de Catalunya, celebrat el 28 de maig de 1914, publicat a la Veu de Catalunya l'endemà i al Butlletí de la Biblioteca de Catalunya. L'any 1929 viatjà a la Biblioteca Nacional de París per veure com tenien organitzada la secció d'estampes per introduir millores en la Secció d'Estampes i Mapes de la Biblioteca de Catalunya, de la qual fou director entre 1934 i 1943.
Fou membre fundador del Centre Excursionista de Catalunya del qual fou elegit president el 1915 i l'any 1927 de l'Ateneu Barcelonès.
Col·laborà en diverses publicacions i fou autor d'un gran nombre d'estudis erudits, principalment d'història literària i bibliografia.
La Biblioteca de Catalunya conserva el seu fons i la seva correspondència.

## Obres de creació
- Llibre del cor (1888)
- Croquis pirinencs (1896)
- Natura (1898) («exemplar digitalitzat».)
- Desil·lusió (1904)
- Cinquanta anys de vida literària (1934)